# Емъёган (приток Ендыря)
Емъёган (устар. Ем-Ега, в верховье Малый Емъёган, Малый Емъёган Северный) — река в России, протекает в Ханты-Мансийском АО. Устье реки находится на 24 км от устья Ендыри. Длина реки — 73 км, площадь водосборного бассейна — 996 км².

## Притоки
- Балакинский (лв)
- 27 км: Тал (пр)
- 33 км: Северная (лв)
- 48 км: река без названия (пр)
- 66 км: Малый Емъёган Южный (пр)

## Данные водного реестра
По данным государственного водного реестра России относится к Нижнеобскому бассейновому округу, водохозяйственный участок реки — Обь от впадения Иртыша до впадения реки Северная Сосьва, речной подбассейн реки — бассейны притока Оби от Иртыша до впадения Северной Сосьвы. Речной бассейн реки — (Нижняя) Обь от впадения Иртыша.
Код объекта в государственном водном реестре — 15020100112115300019085.